# Maxmilián Hájek
Maxmilián Hájek (15. srpna 1909 Praha – 16. března 1969 Liberec) byl český hudební skladatel, sbormistr a dirigent.

## Život
Po absolvování Pražské konzervatoře studoval soukromě skladbu u Otakara Ostrčila. Svou profesionální dráhu započal jako divadelní korepetitor v Košicích. Později působil jako sbormistr v Olomouci. Po návratu do Prahy byl dirigentem divadla Uranie v Holešovicích a v karlínském Varieté. Posléze se stal kapelníkem kladenského divadla.
Za okupace působil nejprve v Divadle Josefa Kajetána Tyla v Plzni a současně studoval dirigentský seminář pořádaný Václavem Talichem v Národním divadle. V rámci totálního nasazení působil u několika německých divadel.
Po skončení druhé světové války se stal dirigentem nově založené opery v Liberci. V sezóně 1946–1947 působil v Jugoslávii. Po návratu do vlasti byl učitelem na hudební škole v Liberci a pohostinsky dirigoval v Liberci a v Ústí nad Labem.

## Dílo

### Jevištní díla
- Dornička (opera podle Julia Zeyera, 1945)
- Jana (opereta, 1946)
- Kouzelný gobelín (balet, 1946)
- Jan Výrava (opera podle divadelní hry Františka Adolfa Šuberta, 1950)
- Rožmberští rybníkáři (opera podle divadelní hry Vladimíra Müllera, 1956)

### Orchestrální skladby
- Meluzina (symfonický obraz, 1941)
- Slavnostní pochod (1946)
- Jugoslávská suita (1947)
- Moravské obrázky (1953)
- Furiantský (1958)

### Komorní skladby
- Touha (klavír, 1941)
- Bylo to kdysi (klavír, 1943)
- Moravské tance (klavír, 1943)
- Suita z J. Š. Baara (klavír, 1943)
- Romance pro housle a klavír (1941)

V rukopise zůstaly četné další skladby, zejména písně a sbory.